# Catherine Kernan
Catherine Kernan (nascida em 1948) é uma artista americana.
O seu trabalho encontra-se incluído nas colecções do Museu Smithsoniano de Arte Americana, do Instituto de Artes de Detroit, do Museu de Belas Artes de Boston e do Museu de Arte de Cleveland.